# Saltos en los Juegos Asiáticos de 2018
Las pruebas de saltos de trampolín y plataforma en los Juegos Asiáticos de 2018 se realizaron en Yakarta (Indonesia) entre el 28 de agosto y el 1 de septiembre de 2018. Fueron disputadas diez pruebas, cinco masculinas y cinco femeninas.

## Medallistas

### Masculino
| Evento                 | Oro                       | Plata                                  | Bronce                                     |
| ---------------------- | ------------------------- | -------------------------------------- | ------------------------------------------ |
| Trampolín 1 m          | Peng Jianfeng China       | Liu Chengming China                    | Woo Ha-Ram Corea del Sur                   |
| Trampolín 3 m          | Xie Siyi China            | Cao Yuan China                         | Chew Yiwei Malasia                         |
| Plataforma 10 m        | Yang Jian China           | Qiu Bo China                           | Woo Ha-Ram Corea del Sur                   |
| Trampolín 3 m sincro   | China Cao Yuan Xie Siyi   | Corea del Sur Kim Yeong-Nam Woo Ha-Ram | Japón Sho Sakai Ken Terauchi               |
| Plataforma 10 m sincro | China Chen Aisen Yang Hao | Corea del Sur Kim Yeong-Nam Woo Ha-Ram | Corea del Norte Hyon Il-Myong Rim Kum-Song |

### Femenino
| Evento                 | Oro                            | Plata                                    | Bronce                                   |
| ---------------------- | ------------------------------ | ---------------------------------------- | ---------------------------------------- |
| Trampolín 1 m          | Wang Han China                 | Chen Yiwen China                         | Kim Su-Ji Corea del Sur                  |
| Trampolín 3 m          | Shi Tingmao China              | Wang Han China                           | Nur Dhabitah Sabri Malasia               |
| Plataforma 10 m        | Si Yajie China                 | Zhang Jiaqi China                        | Kim Mi-Rae Corea del Norte               |
| Trampolín 3 m sincro   | China Chang Yani Shi Tingmao   | Malasia Ng Yan Yee Nur Dhabitah Sabri    | Corea del Norte Kim Kwang-Hui Kim Mi-Hwa |
| Plataforma 10 m sincro | China Zhang Jiaqi Zhang Minjie | Corea del Norte Kim Kuk-Hyang Kim Mi-Rae | Malasia Leong Mun Yee Nur Dhabitah Sabri |

## Medallero
| Núm. | País            | Oro | Plata | Bronce | Total |
| ---- | --------------- | --- | ----- | ------ | ----- |
| 1    | China           | 10  | 6     | 0      | 16    |
| 2    | Corea del Sur   | 0   | 2     | 3      | 5     |
| 3    | Corea del Norte | 0   | 1     | 3      | 4     |
| 3    | Malasia         | 0   | 1     | 3      | 4     |
| 5    | Japón           | 0   | 0     | 1      | 1     |
|      | TOTAL           | 10  | 10    | 10     | 30    |